# Гістон H1

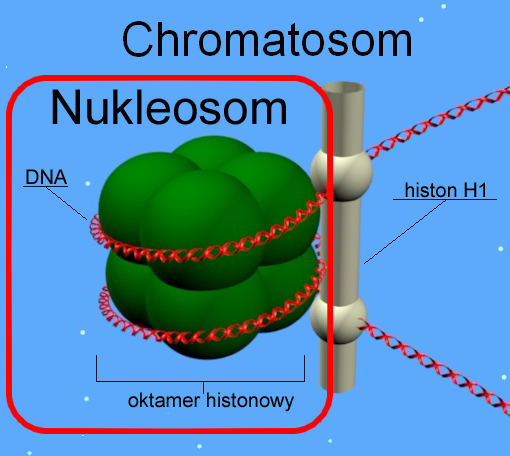
Гістон H1 з'єднується з нуклеосомою, формуючи хроматосому

Гістон H1 — лінкерний гістон. Гістон H1 є одним з п'яти основних гістонових білків, що пакують ДНК в клітині ядерних організмів. Інші чотири основні гістони, — H2A, H2B, H3 та H4 — є коровоими, вони формують найменшу організаційну структуру хроматину під назвою нуклеосома, навколо якої накручена молекула ДНК. Гістон H1 є лінкерним, він з'єднується з нуклеосомою у місці входу/виходу ДНК, формуючи структуру під назвою хроматосома.
Гістон H1 є найбільш варіабельним гістоном з основних п'яти гістонів, у багатьох організмів декілька генів кодують варіанти H1 гістону, іноді ці варіанти є тканино-специфічними, наприклад яйцеклітини ссавців містять варіант H1oo, а сім'яники — H1t. У миші та у людини є 11 варіантів H1, тоді як у личинки плодової мухи присутній лише один варіант H1, проте під час ембріогенезу в хроматині присутній додатковий варіант BigH1, який кодується лише одним геномі і тому є гарним об'єктом досліджень
Гістон H1 присутній у більшості евкаріот, окрім деяких представників метамонад, а гомологи гістону H1, а саме його C-кінцевої частини, присутні у бактерій, проте не у архей. Основний доменний склад гістону H1 збігається у рослин, грибів та тварин, проте не у деяких протист, що може свідчити про незалежну конвергентну еволюцію гістону H1.

## Структура
Білки гістону H1 типово складаються з приблизно 200 амінокислотних залишків, що складають три частини білку: N- та C-кінцевих доменів, між якими знаходиться центральний глобулярний домен, який містить в собі структурний мотив winged helix fold, який здатний взаємодіяти з нуклеосомою. Глобулярний домен має найбільшу структурну консервативність, і містить велику кількість позитивно заряджених амінокислотних залишків, що допомагає з взаємодією з нуклеосомою. При цьому така структура не є типовою для решти гістонів, адже основні корові гістони еукаріотів, як і гістони архей мають в своїй структурі гістоновий мотив(англ. histone fold domain, HFD). Це вказує на незалежне еволюційне походження H1-гістону, від гістонів H2A, H2B, H3, H4.

## Посттрансляційні модифікації
Як і корові гістони, H1 також піддається різним посттрансляційним модифікаціям, проте на відміну від перших, модифікації H1 гістону не так добре вивчені. Модифікуються як N- та C-кінцеві домени, так і глобулярний центральний домен.

## Гени
В геномі людини кодується такими генами:
- H1A
- H1b
- H1c
- H1D
- H1E
- H1F0
- H1T
- H1FX
- H1FOO
- H1FNT